# Трухан Павло Віталійович
Павло Віталійович Трухан (1995—2023) — український військовослужбовець, молодший лейтенант (посмертно) Національної гвардії України, учасник російсько-української війни, що відзначився та загинув у ході російського вторгнення в Україну. Герой України (2024, посмертно).

## Життєпис
Народився в с. Держанівка Ніжинського району Чернігівської області у родині, в який батьки виховували семеро дітей, а мати удостоєна звання «Мати-Героїня». Закінчив місцеву школу, згодом, 2014-го — Чернігівський технікум транспорту та комп'ютерних технологій, за спеціальністю «Оператор з обробки інформації та програмного забезпечення». 
У листопаді 2015 року Павло був призваний на строкову військову службу, яку він проходив у лавах столичної 25-ї окремої бригади охорони громадського порядку Національної гвардії України. Після звільнення в запас залишився працювати у столиці.
З початком російське вторгнення в Україну добровольцем повернувся до служби у рідній бригаді. У складі батальйонної тактичної групи брав участь у боях за Сєвєродонецьк та Лисичанськ на Луганщині.
Наприкінці 2022 року Павло перевівся до 1-ї Президентської бригади оперативного призначення НГУ, де обіймав посади головного сержанта, а з 15 березня 2023-го — командира кулеметного взводу 4-го батальйону. Його підрозділ виконував бойове завдання на околиці смт Білогорівка Сіверодонецького району на Луганщині.
Загинув 28 квітня 2023 року — під час ворожого штурму позицій та обстрілу з мінометів, евакуйовував побратимів і зазнав поранення, несумісного з життям.
Похований з військовими почестями у рідному селі.
Залишилися син, мати, п'ять сестер і брат. 
За тиждень після його загибелі було підписано наказ командувача НГУ про присвоєння Павлу військового звання «молодший лейтенант» (посмертно).

## Нагороди
- Звання Герой України з удостоєнням ордена «Золота Зірка» (24 лютого 2024, посмертно) — за особисту мужність і героїзм, виявлені у захисті державного суверенітету та територіальної цілісності України, самовіддане служіння Українському народові[3]. Нагороду вручив сім'ї загиблого президент України Володимир Зеленський 13 березня 2024 року, в День українського добровольця[4].